# Уніково (Вармінсько-Мазурське воєводство)
Уніково (пол. Unikowo, нім. Glockstein) — село в Польщі, у гміні Біштинек Бартошицького повіту Вармінсько-Мазурського воєводства.
Населення — 225 осіб (2011).

## Демографія
Демографічна структура станом на 31 березня 2011 року:
|          | Загалом | Допрацездатний вік | Працездатний вік | Постпрацездатний вік |
| -------- | ------- | ------------------ | ---------------- | -------------------- |
| Чоловіки | 126     | 31                 | 85               | 10                   |
| Жінки    | 99      | 19                 | 56               | 24                   |
| Разом    | 225     | 50                 | 141              | 34                   |